# Ichneumon parvus
Ichneumon parvus är en stekelart som beskrevs av Cresson 1864. Ichneumon parvus ingår i släktet Ichneumon och familjen brokparasitsteklar. Inga underarter finns listade i Catalogue of Life.